# Výškov, Louny
Výškov là một làng thuộc huyện Louny, vùng Ústecký, Cộng hòa Séc.